# Loxostege diplochrysa
Loxostege diplochrysa là một loài bướm đêm trong họ Crambidae.